# Sunsphere
The Sunsphere (dansk: solsfæren) i Knoxville, Tennessee i USA er et 81,07 meter højt observationstårn med en 23 meters guldfarvet hexagonal struktur på toppen. Tårnet var symbol for verdensudstillingen i Knoxville i 1982.
35°57′42″N 83°55′24″V / 35.96167°N 83.92333°V